# Český rozhlas Karlovy Vary
Český rozhlas Karlovy Vary je regionální rozhlasová stanice Českého rozhlasu, sídlící v Karlových Varech a vysílající pro Karlovarský kraj. Vznikla v roce 2018 a je tak nejmladší regionální stanicí Českého rozhlasu. Ředitelem stanice je od roku 2023 David Jakš.
Vlastní program stanice vysílá denně od 5.00 do 9.00 a od 14.00 do 16.00 hodin, zatímco dopoledne a v podvečer šíří vysílání ČRo Plzeň. V několika oknech přes den a v rámci večerního a nočního vysílání uvádí celoplošné pořady stanice ČRo Střední Čechy a společný program regionálních stanic Českého rozhlasu.

## Historie
V roce 1954 bylo v Karlových Varech zřízeno detašované pracoviště plzeňského rozhlasu. Roku 2007 byla v Karlových Varech v Zítkově ulici u hotelu Imperial zřízena redakce ČRo Plzeň vysílající zpravodajské relace. Regionální stanice ČRo Karlovy Vary zahájila svůj provoz 1. listopadu 2018; jednalo se o poslední zprovozněnou krajskou stanici Českého rozhlasu.

## Program
Každou hodinu od pěti ráno do sedmi večer je vysíláno aktuální zpravodajství. Doplňující program zajišťují moderátoři jak z karlovarského, tak z plzeňského rozhlasu. Podstatná část vysílaných pořadů je i nadále společná s plzeňským studiem.

## Distribuce signálu
Český rozhlas Karlovy Vary vysílá analogově na velmi krátkých vlnách a digitálně v DAB+ multiplexu RTI, na internetu a od roku 2020 také v satelitním vysílání přes družici Astra 3A (pozice 23,5° východně) v DVB-S2.
| Město           | Frekvence |
| --------------- | --------- |
| Karlovy Vary    | 91,0 FM   |
| Cheb            | 89,5 FM   |
| Sokolov         | 98,2 FM   |
| Mariánské Lázně | 100,8 FM  |
| Aš              | 96,7 FM   |
| Jáchymov        | 103,4 FM  |